# Kenny Wharram
Kenneth Malcolm „Kenny“ Wharram (* 2. Juli 1933 in Ferris, North Bay, Ontario; † 10. Januar 2017) war ein kanadischer Eishockeyspieler (Center), der von 1951 bis 1969 für die Chicago Black Hawks in der National Hockey League spielte.

## Karriere
Während seiner Juniorenzeit spielte er für die Galt Black Hawks in der Ontario Hockey Association. Die ersten Anläufe bei den Chicago Black Hawks den Sprung in die NHL zu schaffen, scheiterten und so wurde er in den ersten Jahren in die American Hockey League geschickt, wo er für die Buffalo Bisons auflief.
Den Durchbruch in der NHL schaffte er sieben Jahre nach seinem NHL-Debüt erst in der Saison 1958/59, nachdem er im Mai 1958 im Tausch für Wally Hergesheimer und Frank Martin zu den Chicago Black Hawks zurückgekehrt war. In einer Reihe mit Stan Mikita und Ted Lindsay blühte er auf und fiel vor allem durch seine Schnelligkeit auf. 1961 gewann er mit den Black Hawks den Stanley Cup. In den 1960er Jahren schaffte er es dreimal unter die besten zehn Scorer der NHL und wurde zweimal ins First All-Star Team gewählt.
Im Trainingslager zur Saison 1969/70 spürte er nach einer Trainingseinheit starke Schmerzen in der Brust. Im Krankenhaus diagnostizierte man eine Myokarditis als Auslöser für eine Herzrhythmusstörung. Es dauerte einige Wochen, bis er das Krankenhaus verlassen konnte. Sein Leben konnte er weitgehend problemlos fortsetzen, doch an eine Rückkehr in den Kader der Black Hawks war nicht zu denken.

## Sportliche Erfolge
- Stanley Cup: 1961

### Persönliche Auszeichnungen
- AHL Second All-Star Team: 1955
- NHL First All-Star Team: 1964 und 1967
- Lady Byng Memorial Trophy: 1964
- Teilnahme am NHL All-Star Game: 1961 und 1968